# Günzel V van Schwerin
Günzel V van Schwerin ook bekend als Gunzelin V († rond 31 oktober 1307) was van 1295 tot 1307 graaf van Schwerin-Neustadt en Marnitz.

## Levensloop
Günzel V was de enige zoon van graaf Helmhold III van Schwerin en diens tweede echtgenote, een dochter van graaf Adolf I van Dannenberg wier naam onbekend gebleven is. Na de dood van zijn vader in 1295 werd Günzel V graaf van Schwerin-Neustadt en Marnitz en bleef deze functie uitoefenen tot aan zijn dood in 1307.
Hij was gehuwd met Mechtildis, vermoedelijk een dochter van graaf Gerhard I van Holstein. Hun huwelijk bleef waarschijnlijk kinderloos. Na zijn dood werd hij als graaf opgevolgd door zijn halfbroer Hendrik III.